# قلعه کوران (قلعه کورو)
قلعه مناصر (قلعه کورو) مربوط به دوره صفوی است و در شهرستان اندیمشک، بخش الوار گرمسیری، روستای چینه روزه واقع شده در گذشته های نه چندان دور این قلعه در قلمرو ایل بزرگ پاپی بوده و قبل از آن نیز قلعه سرحداتی حکومت اتابکان لر (لیریایی) در بخش الوار گرمسیری بوده است و  مردم ایل هنوز از آن به عنوان قلعه مناصر یاد می کنند که نیای خوانین ایل پاپی بوده است. برخی نیز معتقدند قبل از محمد ناصر یا همان مناصر این قلعه در اختیار قربان خان که نیای خوانین پاپی بوده بوده و نام کورو در واقع همان قربان می باشد که دچار تغییر شده است.بعدها بر اثر اختلافات ایلی و قتل عام هایی که صورت می گیرد قلعه رونق خود را از دست می دهد.و این اثر در تاریخ ۱۲ بهمن ۱۳۸۱ با شمارهٔ ثبت ۷۱۴۹ به‌عنوان یکی از آثار ملی ایران به ثبت رسیده است.